# فیلم‌شناسی عباس کیارستمی

عباس کیارستمی

عباس کیارستمی کارگردان ایرانی و فیلم‌سازی تأثیرگذار در سینمای جهان به‌شمار می‌آید: آثار وی با استقبال فراوان ناقدان، داوران، کارگردانان، فستیوال‌ها و بنیادهای فرهنگی و هنری جهان روبه‌رو شده است. کیارستمی از سال ۱۹۷۰ میلادی در کارِ سینما شروع به فعالیت کرد و بیش از ۴۰ فیلم سینمایی، کوتاه و مستند ساخت. از مهم‌ترین کارهایش می‌توان به: سه‌گانه کوکر، کلوزآپ (۱۹۹۰)، طعم گیلاس (۱۹۹۷)، و باد ما را خواهد برد (۱۹۹۹) اشاره کرد. نخل طلا که سال ۱۹۹۷ کیارستمی برای «طعم گیلاس» گرفت، مهم‌ترین و معتبرترین جایزه بین‌المللی بود که یک سینماگر ایرانی به دست آورد. کیارستمی پس از این موفقیت حسابی درخشید و در کشورهای دیگر از جمله فرانسه فیلم ساخت. او در دوره پایانی کارش به فیلم‌سازی بیرون از ایران روی آورد که حاصلش فیلم‌هایی مانند کپی برابر اصل (۲۰۱۰) و مثل یک عاشق (۲۰۱۲) بود.

## فیلم‌شناسی
| نام فیلم                                       | سال  | نویسنده       | کارگردان       | تدوین | مدت                 | توضیحات و جوایز |
| ---------------------------------------------- | ---- | ------------- | -------------- | ----- | ------------------- | --- |
| نان و کوچه                                     | ۱۳۴۹ | آری           | آری            |       | ۱۰ دقیقه            | فیلم کوتاه بر اساس طرحی از تقی کیارستمی برنده جایزه ویژه هیئت داوران جشنواره بین‌المللی فیلم‌های کودکان و نوجوانان ۱۳۴۹ |
| زنگ تفریح                                      | ۱۳۵۱ | آری           | آری            |       | ۱۱ دقیقه            | فیلم کوتاه |
| تجربه                                          | ۱۳۵۲ | امیر نادری    | آری            | آری   | ۶۰ دقیقه            | فیلم‌نامه به صورت مشترک با امیر نادری نوشته شد |
| مسافر                                          | ۱۳۵۳ | آری           | آری            |       | ۸۳ دقیقه            | بر اساس نوشته حسن رفیعی (واقع‌گرایی و پیچیدگی در مقابل سادگی) برنده مجسمه طلایی جشنواره فیلم‌های کودکان تهران ۱۳۵۳ برنده جایزه ویژه و جایزه شهر جشنواره فیلم ریمینی ۱۹۹۳ |
| من هم می‌توانم                                  | ۱۳۵۴ | آری           | آری            |       | ۳ دقیقه ۳۰          | فیلم کوتاه |
| دو راه حل برای یک مسئله                        | ۱۳۵۴ | آری           | آری            |       | ۴ دقیقه ۲۵          | فیلم کوتاه |
| رنگ‌ها                                          | ۱۳۵۵ | آری           | آری            |       | ۱۵ دقیقه            | فیلم کوتاه |
| لباسی برای عروسی                               | ۱۳۵۵ | آری           | آری            |       | ۵۷ دقیقه و ۳۰ ثانیه | نویسندگان عباس کیارستمی و پرویز دوایی، (تضاد در دورهٔ نوجوانی) برنده دیپلم ویژه هیئت داوران و جایزه تلویزیون ملی ایران یازدهمین جشنواره بین‌المللی فیلم کودکان و نوجوانان تهران ۱۳۵۵ برنده دیپلم افتخار جشنواره بین‌المللی فیلم مسکو ۱۹۷۷ |
| از اوقات فراغت خود چگونه استفاده کنیم: رنگ زنی | ۱۳۵۶ | آری           | آری            |       | ۱۷ دقیقه            | فیلم کوتاه |
| گزارش                                          | ۱۳۵۶ | آری           | آری            |       | ۱۱۲ دقیقه           | نخستین فیلم بلند عباس کیارستمی تهیه‌کننده بهمن فرمان‌آرا |
| معلم: چند سیما و خاطره (بزرگداشت معلم‌ها)       | ۱۳۵۶ | آری           | آری            | آری   | ۲۰ دقیقه            | فیلم کوتاه |
| کاخ جهان‌نما                                    | ۱۳۵۶ |               | آری            |       | ۳۰ دقیقه            | |
| راه حل یک                                      | ۱۳۵۷ | آری           | آری            | آری   | ۱۱ دقیقه            | فیلم کوتاه برنده جایزه اول جشنواره بین‌المللی آموزش مکزیک ۱۹۷۸ |
| قضیه شکل اول، شکل دوم                          | ۱۳۵۸ | آری           | آری            | آری   | ۵۳ دقیقه            | این فیلم پس از سی سال در شهریور ماه ۱۳۸۸ در اینترنت، اکران عمومی شد برنده جایزه جشنواره فیلم‌های کودکان و نوجوانان تهران سال ۱۳۵۸ |
| دندان‌درد(بهداشت دندان)                         | ۱۳۵۹ | داریوش دیانتی | آری            |       | ۲۴ دقیقه            | فیلم کوتاه |
| به ترتیب یا بدون ترتیب                         | ۱۳۶۰ | آری           | آری            | آری   | ۱۵ دقیقه            | فیلم کوتاه |
| همسرایان                                       | ۱۳۶۱ | آری           | آری            | آری   | ۱۷ دقیقه            | فیلم کوتاه (بر اساس طرحی از محمد جواد کهنموئی) |
| همشهری                                         | ۱۳۶۲ | آری           | آری            |       | ۵۲ دقیقه            | فیلم مستند |
| اولی‌ها                                         | ۱۳۶۳ | آری           | آری            | آری   | ۸۴ دقیقه            | فیلم مستند برنده جایزه ویژه و جایزه شهر جشنواره فیلم ریمینی ۱۹۹۳ جایزه ویژه هیئت داوران جشنواره فیلم فجر ۱۳۶۴ |
| کلید                                           | ۱۳۶۴ | آری           | ابراهیم فروزش  | آری   | ۷۶ دقیقه            | |
| خانه دوست کجاست؟                               | ۱۳۶۵ | آری           | آری            | آری   | ۸۳ دقیقه            | برنده جایزه ویژه هیئت داوران و لوح زرین بهترین کارگردانی جشنواره فیلم فجر ۱۳۶۵ جزو ۵۰ فیلم پیشنهادی بنیاد فیلم بریتانیا ۱۹۸۷ نامزد پلنگ طلایی، برنده پلنگ برنزی، دریافت جایزه کنفدراسیون بین‌المللی هنر سینما جشنواره فیلم لوکارنو ۱۹۸۹ برنده جایزه فیبرشی و فیلم منتخب انجمن منتقدان فیلم جشنواره فیلم لوکارنو ۱۹۸۹ برنده جایزه ویژه هیئت داوران و لوح زرین جشنوارهٔ فیلم فجر ۱۳۶۵ برنده جایزه سینمای هنر و تجربه در دومین جشنواره برخوردهای سینمایی کن ۱۹۸۹ برنده جایزه گریفون برنزی و مدال طلای شهر جشنواره فیلم جیفونی ۱۹۹۰ برنده جام نقره‌ای و جایزه ویژه جشنواره فیلم ریمینی ۱۹۹۰ برنده جایزه بهترین فیلم جشنواره سلطنتی بلژیک ۱۹۹۰ برنده جایزه سینه کید جشنواره بین‌المللی فیلم کودکان آمستردام ۱۹۹۲ برنده جایزه بهترین فیلم جشنواره فیلم رم ۱۹۹۵ |
| مشق شب                                         | ۱۳۶۷ | آری           | آری            |       | ۸۶ دقیقه            | |
| کلوزآپ                                         | ۱۳۶۸ | آری           | آری            | آری   | ۸۶ دقیقه            | این فیلم به انتخاب بنیاد فیلم بریتانیا، توسط نشریهٔ سایت اند ساوند در فهرست ۵۰ فیلم برتر تاریخ سینما قرار گرفت این فیلم در فهرست منتشر شده از سوی جشنواره فیلم بوسان در فهرست ده فیلم برتر تاریخ آسیا قرار گرفت برنده جایزه ویژه منتقدان از جشنواره بین‌المللی فیلم مونترال ۱۹۹۰ کاندید جایزه بهترین فیلم‌نامه و کارگردانی و برنده جایزه ویژه هیئت داوران جشنواره فیلم فجر ۱۳۶۸ برنده جایزه آر نقره‌ای جشنواره فیلم ریمینی ۱۹۹۱ برنده جایزه ویژه بهترین فیلم و کارگردانی جشنواره فیلم دان کراکیور ۱۹۹۱ برنده جایزه شهری، جایزه مطبوعات، جایزه دانشجویان و جایزه بهترین کارگردانی جشنواره بین‌المللی فیلم دونکرک ۱۹۹۱ برنده دیپلم افتخار و جایزه فیبرشی جشنواره بین‌المللی فیلم استانبول ۱۹۹۲ برنده جایزه فدراسیون بین‌المللی منتقدان فیلم جشنواره فیلم تورین ۱۹۹۶ |
| زندگی و دیگر هیچ                               | ۱۳۷۰ | آری           | آری            | آری   | ۹۰ دقیقه            | فیلم مستند برپایه ادبیات داستانی تدوین (عباس کیارستمی و چنگیز صیاد) برنده جایزه بخش نوعی نگاه در چهل و پنجمین جشنواره فیلم کن ۱۹۹۲ برنده جایزه ویژه منتقدان هفدهمین جشنواره بین‌المللی فیلم سائوپائولو ۱۹۹۳ |
| سفری به دیار مسافر                             | ۱۳۷۲ | آری           | بهمن کیارستمی  |       | ۵۲ دقیقه            | |
| زیر درختان زیتون                               | ۱۳۷۳ | آری           | آری            | آری   | ۱۰۳ دقیقه           | سه‌گانه زلزله برنده هوگو نقره‌ای جشنواره بین‌المللی فیلم شیکاگو ۱۹۹۴ نامزد نخل طلایی جشنواره فیلم کن ۱۹۹۴ برنده خوشه طلایی بهترین فیلم جشنواره بین‌المللی فیلم وایادولید ۱۹۹۴ برنده جایزه منتقدان بهترین فیلم جشنواره بین‌المللی فیلم سائوپائولو ۱۹۹۴ برنده رز طلایی نشست فیلم برگامو ۱۹۹۵ برنده جایزه پرده نقره‌ای بهترین کارگردانی جشنواره بین‌المللی فیلم سنگاپور ۱۹۹۵ برنده جایزه رز طلایی نشست فیلم برگامو ۱۹۹۵ نامزد جایزه بهترین فیلم خارجی زبان انجمن منتقدان فیلم شیکاگو ۱۹۹۶ نامزد جایزه ایندیپندنت اسپیریت بهترین فیلم خارجی زبان ۱۹۹۶ |
| سفر                                            | ۱۳۷۳ | آری           | علیرضا رئیسیان |       | ۸۴ دقیقه            | نامزد صدف طلایی جشنواره فیلم سن‌سباستین ۱۹۹۶ |
| بادکنک سفید                                    | ۱۳۷۳ | آری           | جعفر پناهی     |       | ۸۵ دقیقه            | نامزد سیمرغ بلورین بهترین فیلم نامه سیزدهمین جشنواره فیلم فجر ۱۳۷۳ |
| لومیر و شرکا                                   | ۱۳۷۴ |               | آری            |       | ۸۵ دقیقه            | بخش شام برای یک نفر فیلمی متشکل از ۴۱ فیلم کوتاه به کارگردانی ۴۱ کارگردان مانند میشائل هانکه، کوستا گاوراس، آلن کورنو، تئو آنگلوپولوس، لیو اولمان، آرتور پن، آندری کونچالوفسکی، اسپایک لی، کلود للوش، ژانگ ییمو، یوسف شاهین و دیوید لینچ |
| دربارهٔ نیس                                     | ۱۳۷۴ |               | آری            |       |                     | فیلم مستند بخش مسیرهای پیاده‌روی مستندی به کارگردانی ۷ کارگردان مانند کوستا گاوراس و رائول روئیز |
| تولد نور                                       | ۱۳۷۶ | آری           | آری            |       | ۵ دقیقه             | فیلم کوتاه |
| طعم گیلاس                                      | ۱۳۷۶ | آری           | آری            | آری   | ۹۵ دقیقه            | تایم در سال ۲۰۰۹ این فیلم را به عنوان یکی از ۱۰ فیلم برتر تاریخ کن نامید برنده نخل طلایی جشنواره فیلم کن ۱۹۹۷ برنده جایزهٔ بهترین فیلم خارجی زبان انجمن منتقدان فیلم بوستون ۱۹۹۷ نامزد بهترین فیلم جشنواره بین‌المللی فیلم تلورید ۱۹۹۷ نامزد شاهرخ نقره‌ای انجمن منتقدان فیلم آرژانتین ۱۹۹۷ برنده جایزه بهترین فیلم خارجی زبان انجمن ملی منتقدان فیلم ۱۹۹۸برنده جایزه بهترین فیلم جشنواره بین‌المللی فیلم جاکارتا ۱۹۹۸ برنده جایزه ویژه جشنواره بین‌المللی فیلم استانبول ۱۹۹۹ برنده جایزه ویژه یونسکو مدال طلایی فلینی جشنواره بین‌المللی فیلم تسالونیکی ۱۹۹۹ |
| بید و باد                                      | ۱۳۷۷ | آری           | محمدعلی طالبی  |       | ۷۷ دقیقه            | نویسندگان (عباس کیارستمی و محمدعلی طالبی) |
| باد ما را خواهد برد                            | ۱۳۷۸ | آری           | آری            | آری   | ۱۱۸ دقیقه           | جزو صد اثر برتر سینمای جهان در دهه گذشته از نگاه برگزارکنندگان جشنواره بین‌المللی فیلم تورنتو ۱۹۹۷ نامزد بهترین فیلم خارجی زبان جایزه مستقل اسپریت ۱۹۹۷ برنده شیر نقره‌ای و نامزد جایزهٔ شیر طلایی جشنواره فیلم ونیز ۱۹۹۹ برندهٔ جایزهٔ هیئت داوران، جایزه هیئت داوران جوان و جایزه فیپرشی جشنواره فیلم ونیز ۱۹۹۹ خوشه طلایی جشنواره بین‌المللی بین‌المللی وایادولید ۱۹۹۹ برنده جایزه بزرگ انجمن منتقدان فیلم بلژیک ۱۹۹۹ نامزد بهترین فیلم خارجی زبان انجمن منتقدان فیلم شیکاگو ۱۹۹۹ جایزه تماشاگران جشنواره سینمای جدید مونترال ۱۹۹۹ برنده جایزه فیپرشی جشنواره فیلم مؤلف بلگراد ۲۰۰۰ |
| ای‌بی‌سی آفریقا                                  | ۱۳۷۹ | آری           |                |       | ۸۴ دقیقه            | مستند با ساختار داستانی که به سفارش سازمان ملل متحد در کامپالا و اوگاندا فیلمبرداری شد برنده جایزه بهترین فیلم مفهومی جشنواره بین‌المللی فیلم والادولید ۲۰۰۱ |
| ایستگاه متروک                                  | ۱۳۸۰ | آری           | علیرضا رئیسیان |       | ۹۶ دقیقه            | نویسندگان (عباس کیارستمی و کامبوزیا پرتوی) |
| ده                                             | ۱۳۸۰ | آری           | آری            |       | ۸۹ دقیقه            | طی یک نظرخواهی که توسط فهرست مجله امپایر در سال ۲۰۰۸ از میان ده هزار سینمارو صورت گرفت، این فیلم در فهرست ۵۰۰ فیلم برتر تاریخ سینما در رده ۴۴۷ قرار گرفت فروش ویدئویی فیلم در آمریکا بیش از ۱۰۰ هزار دلار کایه دو سینما نیز این فیلم را جزو ۱۰ فیلم برتر دهه ۲۰۰۰ معرفی کرد نامزد نخل طلایی جشنواره فیلم کن ۲۰۰۲نامزد جایزه کلوترودیس ۲۰۰۴ نامزد جایزه بهترین فیلم جامعه بین‌المللی سینه فیل ۲۰۰۴ |
| پنج                                            | ۱۳۸۱ | آری           | آری            |       | ۷۴ دقیقه            | فیلم مستند نامزد جایزه بهترین فیلم جشنواره فیلم برلین ۲۰۰۴ |
| ده دقیقه پیرتر                                 | ۱۳۸۱ |               | آری            |       |                     | |
| طلای سرخ                                       | ۱۳۸۲ | آری           | جعفر پناهی     |       | ۹۷ دقیقه            | برنده جایزه هیئت داوران بهترین فیلم‌نامه جشنواره فیلم کن ۲۰۰۳ |
| ۱۰ روی ده                                      | ۱۳۸۳ | آری           | آری            |       | ۸۸ دقیقه            | فیلم مستند برنده جایزه ویژه هیئت داوران جشنواره فیلم آدلاید ۲۰۰۴ |
| بلیت‌ها                                         | ۱۳۸۴ |               | آری            |       | ۱۰۹ دقیقه           | فیلم ۳ اپیزودی به کارگردانی ارمانو اولمی، عباس کیارستمی و کن لوچ نامزد روبان نقره‌ای سندیکای ملی روزنامه‌نگاران فیلم ایتالیا ۲۰۰۶ |
| کارگران مشغول کارند                            | ۱۳۸۴ | آری           | مانی حقیقی     |       | ۷۵ دقیقه            | بر اساس طرحی از عباس کیارستمی (نویسندگان مانی حقیقی و عباس کیارستمی) |
| جاده‌های کیارستمی                               | ۱۳۸۵ | آری           | آری            |       | ۳۲ دقیقه            | فیلم کوتاه فیلم منتخب بخش گفتگو جشنواره فیلم‌های مستند آسیا ۲۰۰۴ نامزد جایزه ویژه هیئت داوران جشنواره فیلم ترایبکا ۲۰۰۴ |
| کجاست جای رسیدن؟                               | ۱۳۸۶ | آری           | آری            |       | ۳۲ دقیقه            | فیلم کوتاه از مجموعه فرش ایرانی ۱۵ اپیزود به کارگردانی ۱۵ کارگردان مانند بهرام بیضایی، داریوش مهرجویی، جعفر پناهی، مجید مجیدی و رضا میرکریمی |
| رومئوی من کجاست؟                               | ۱۳۸۶ | آری           | آری            |       | ۴ دقیقه             | از مجموعه هر کس سینمای خودش |
| تخم مرغ دریایی                                 | ۱۳۸۷ |               | آری            |       | ۱۷ دقیقه            | |
| شیرین                                          | ۱۳۸۶ | آری           | آری            | آری   | ۹۱ دقیقه            | نامزد جایزه بهترین فیلم خارجی زبان جشنواره بین‌المللی فیلم ونیز ۲۰۰۸ نامزد جایزه بهترین فیلم خارجی زبان جشنواره بین‌المللی فیلم روتردام ۲۰۰۹ نامزد جایزه بهترین فیلم آسیایی جشنواره بین‌المللی فیلم توکیو ۲۰۰۹ |
| اریسه - کیارستمی: مکاتبات                      | ۱۳۸۷ |               | آری            |       | ۹۷ دقیقه            | |
| نه                                             | ۱۳۸۹ |               | آری            |       | ۸ دقیقه             | |
| کپی برابر اصل                                  | ۱۳۸۹ | آری           | آری            |       | ۱۰۶ دقیقه           | نامزد نخل طلایی جشنواره فیلم کن ۲۰۱۰ برنده جایزه سنبله طلایی پنجاه و پنجمین جشنواره فیلم وایادولید ۲۰۱۰ برنده جایزه یورو سینما جشنواره بین‌المللی فیلم هاوایی ۲۰۱۰ برنده جایزه بهترین فیلم خارجی زبان انجمن منتقدان فیلم دالاس‌فورت وورث ۲۰۱۱ برنده جایزه جوانان و نامزد نخل طلا جشنواره فیلم کن ۲۰۱۰ نامزد هوگو طلایی بهترین کارگردانی جشنواره بین‌المللی فیلم شیکاگو ۲۰۱۰ برنده جایزه ویژه هیئت داوران جشنواره بین‌المللی فیلم ایروان ۲۰۱۰ نامزد جایزه بهترین فیلم خارجی زبان انجمن منتقدان واشینگتن دی سی ۲۰۱۱ برنده جایزه بهترین فیلم خارجی زبان انجمن منتقدان فیلم سانفرانسیسکو ۲۰۱۱ برنده جایزه بهترین فیلم سال، جوایز انجمن منتقدان فیلم آنلاین ۲۰۱۲ نامزد جایزه بهترین فیلم، بهترین کارگردانی و بهترین فیلم‌نامه جامعه بین‌المللی سینه فیل ۲۰۱۲ نامزد جایزه بهترین فیلم خارجی زبان فیلم اوفتا ۲۰۱۲ برنده جایزه بهترین فیلم خارجی زبان انجمن منتقدان فیلم گرجستان ۲۰۱۲ نامزد جایزه آفکا بهترین فیلم انجمن منتقدان فیلم استرالیا ۲۰۱۲ نامزد جایزه بهترین فیلم خارجی زبان انجمن منتقدان فیلم اوهایو ۲۰۱۲ |
| مثل یک عاشق                                    | ۱۳۹۱ | آری           | آری            |       | ۱۰۹ دقیقه           | نامزد نخل طلایی جشنواره فیلم کن ۲۰۱۲ نامزد جایزه بهترین فیلم جشنواره بین‌المللی فیلم شیکاگو ۲۰۱۲ نامزد جایزه بهترین کارگردانی جوایز فیلم آسیا ۲۰۱۳ برنده جایزه بهترین فیلم جوایز فیلم حرفه‌ای ژاپن ۲۰۱۳ |
| آشنایی با لیلا                                 | ۱۳۹۱ | آری           | عادل یراقی     |       | ۸۸ دقیقه            | |
| ونیز ۷۰: آینده دوباره پرشده                    | ۱۳۹۲ | آری           | آری            |       | ۲ دقیقه             | فیلم کوتاه |
| سرنشین                                         | ۱۳۹۵ |               | آری            |       | ۹ دقیقه             | |
| مرا به خانه ببر                                | ۱۳۹۵ |               | آری            |       | ۱۶ دقیقه            | |
| ۲۴ فریم                                        | ۱۳۹۶ | آری           | آری            |       | ۱۱۴ دقیقه           | بعد از فوت کیارستمی تکمیل و اکران شد. |